# Неофит (Докучаев-Платонов)
Епископ Неофи́т (в миру Ники́фор Докуча́ев-Плато́нов при рождении Докуча́ев; 2 (13) февраля 1782, село Дубровка, Московская губерния — 8 (20) июня 1825, Холмогоры) — епископ Русской православной церкви, епископ Архангельский и Холмогорский.

## Биография
Родился в Московской губернии в семье причетника.
19 января 1791 года определён в Троице-Сергиеву духовную семинарию.
Высшее образование получил в Московской духовной академии.
6 сентября 1802 года назначен учителем Троице-Сергиевой духовной семинарии, где получил фамилию Платонов, так как состоял на иждивении московского митрополита Платона.
4 сентября 1804 года переведён в Вифанскую духовную семинарию.
10 октября 1810 года пострижен в монашество; 4 ноября рукоположён во иеродиакона, а 20 ноября — во иеромонаха.
С 1 января 1812 года — префект Вифанской духовной семинарии. С 9 января 1814 года — ректор Вифанской духовной семинарии.
2 февраля того же года возведен в сан архимандрита и назначен настоятелем Серпуховского Высоцкого Богородицкого монастыря.
12 августа 1814 года переведен в Московский Знаменский монастырь, а с 18 декабря того же года — ректор Московского уездного училища.
С 25 сентября 1816 года — архимандрит Ростовского Борисоглебского монастыря, а с 20 ноября того же года — ректор Ярославской духовной семинарии. С 6 февраля 1820 года — настоятель Ростовского Богоявленского монастыря.
15 августа 1821 года в Санкт-Петербургском Казанском соборе хиротонисан во епископа Архангельского и Холмогорского.
Основал миссию по обращению в православие самоедов Архангельской губернии. Проект создания миссии был одобрен Святейшим Синодом. До 1830 года было крещено триста человек.
Епископ Неофит отличался замечательным даром слова, на его проповеди стекались массы прихожан, которыми он был прозван «северным Златоустом». Ему принадлежала первая мысль о создании памятника Михаилу Ломоносову в городе Архангельске.
В годы своего управления епархией епископ Неофит обновил иконостас зимнего храма Свято-Троицкого кафедрального собора в Архангельске. Интересовался историей Севера, способствовал сохранению и собиранию памятников древности. По его настоянию в монастырях и приходах епархии стали составляться памятные книги, заведенные ещё при епископе Вениамине Румовском-Красновпекове. Епископ Неофит вёл оживлённую переписку с краеведами и коллекционерами, по просьбе одного из своих корреспондентов, Н. П. Румянцева, он организовал научно-поисковый осмотр архивов Холмогорского Антониево-Сийского и Николо-Корельского монастырей.
Скончался 8 (20) июня 1825 года в Холмогорском Преображенском монастыре.